# Andreas Suttner
Andreas Suttner, avstrijski sabljač, * 25. september 1876, † 5. julij 1953.
Na olimpijskih igrah v Stockholmu leta 1912 je kot član avstrijske sabljaške reprezentance osvojil srebrno olimpijsko medaljo.